# Бетмен: Довгий Гелловін, Частина Перша
«Бетмен: Довгий Гелловін, Частина Перша» (англ. Batman: The Long Halloween, Part One) — американський анімаційний супергеройський фільм 2021 року, продюсери — Кріс Палмер, Warner Bros. Animation і DC Entertainment, що вийшов відразу на домашнє відео. Він оснований на коміксі «Бетмен: Довгий Гелловін» Джефа Лоба і Тіма Сейла і є 42 фільмом у серії «Анімаційні оригінальні фільми всесвіту DC». Ролі у фільмі озвучували Дженсен Еклз, Ная Рівера, Джош Дюамель, Біллі Берк, Тітус Веллівер, Девід Дастмальчян, Трой Бейкер, Емі Ландекер, Джулі Натансон, Джек Куейд, Фред Татасьоре та Аластер Дункан.
Фільм є останньою роллю Рівери. Вона померла 8 липня 2020 через утоплення.

## В ролях
| Актор             | Роль                                                             |
| ----------------- | ---------------------------------------------------------------- |
| Дженсен Еклз      | Брюс Вейн/Бетмен                                                 |
| Ная Рівера        | Селіна Кайл/Жінка-кішка                                          |
| Джош Дюамель      | Харві Дент                                                       |
| Біллі Берк        | Джеймс Ґордон                                                    |
| Тітус Веллівер    | Кармін Фалкон                                                    |
| Девід Дастмальчян | Людина-календар                                                  |
| Трой Бейкер       | Джокер                                                           |
| Емі Ландекер      | Барбара Ґордон                                                   |
| Джулі Натансон    | Ґільда Дент                                                      |
| Джек Куейд        | Альберто Фалкон                                                  |
| Фред Татасьоре    | Соломон Ґранді {{ВРолях\|Аластер Дункан\|\|[[Альфред Пенніворт}} |
| Джим Піррі        | Сал Мароні                                                       |

## Виробництво
Про виробництво фільму було оголошено 23 серпня 2020 року на панелі фільму «Супермен: Людина післязавтра» на DC FanDome.
Актори озвучення було оголошені 31 березня 2021 року, а трейлер вийшов 8 квітня того ж року. Реліз фільму на DVD та Blu-ray заплановано на 22 червня 2021 року.